# 가장로 (대전)
가장로(佳狀路)는 대전광역시 서구 가장초교삼거리에서 시작하여 서구 괴정동 괴정중네거리까지 이어지는 도로이다. 과거 가장로는 지금의 도산로를 가리켰다.

## 경유지
가장초교삼거리(유등로) - 가장초교네거리(도산로) - 괴정동주민센터네거리(도솔로) - 괴정중네거리(괴정로)

## 도로정보
- 길이 : 1.6km
- 너비 : 전구간 왕복 2차로, 가장동 래미안아파트 정문부터 가장초교네거리(도산로)까지는 왕복 4차로